# Ravi Shankar's Music Festival
Ravi Shankar's Music festival è un album del musicista indiano Ravi Shankar pubblicato nel 1976.

## Tracce
1. Vandanna – 3:15
2. Dhamar
3. Tarana – 3:22
4. Chaturang – 4:06
5. Raga Jait - 3:22
6. Kajiri – 3:57
7. Bajan – 3:52
8. Nanderdani – 3:51
9. Dehati – 3:31